# Список депутатів Миколаївської обласної ради VI скликання
Список депутатів Миколаївської обласної ради VI скликання (з листопада 2010 року до 2015 року). Були обрані на виборах до Миколаївської обласної ради 2010 року
| #  | Прізвище, ім’я, по-батькові         | Депутатська фракція | Депутатські обов’язки |
| -- | ----------------------------------- | ------------------- | --- |
| 1  | Бабін Олександр Миколайович         | Партія регіонів     | секретар постійної комісії обласної ради з питань законності, депутатської діяльності та захисту прав громадян                                                                                           |
| 2  | Баштова Наталія Анатоліївна         | Партія регіонів     | член постійної комісії обласної ради з питань культури, науки і освіти, сім'ї та молоді, спорту |
| 3  | Белінський Олег Валерійович         | Партія регіонів     | член постійної комісії обласної ради з питань промислової політики, транспорту, зв'язку та енергетики |
| 4  | Бєдний Валерій Вікторович           | Партія регіонів     | секретар постійної комісії обласної ради з питань аграрної політики, земельних відносин та соціального розвитку села                                                                                     |
| 5  | Білоконенко Наталія Яківна          | Партія регіонів     | секретар постійної комісії обласної ради з питань регуляторної політики, підприємницької діяльності та торговельно-побутового обслуговування населення                                                   |
| 6  | Білосохов Андрій Олексійович        | позафракційний      | член постійної комісії обласної ради з питань аграрної політики, земельних відносин та соціального розвитку села                                                                                         |
| 7  | Бриченко Ігор Віталійович           | Батьківщина         | член постійної комісії обласної ради з питань аграрної політики, земельних відносин та соціального розвитку села                                                                                         |
| 8  | Бугаєнко Таміла Іванівна            | Партія регіонів     | заступник голови постійної комісії обласної ради з питань культури, науки і освіти, сім'ї та молоді, спорту                                                                                              |
| 9  | Буйновський Віктор Дмитрович        | Партія регіонів     | член постійної комісії обласної ради з питань законності, депутатської діяльності та захисту прав громадян                                                                                               |
| 10 | Відяпін Віктор Олександрович        | Партія регіонів     | голова постійної комісії обласної ради з питань соціальної політики, охорони здоров'я, материнства, дитинства та розвитку зон відпочинку                                                                 |
| 11 | Воронцов Михайло Юрійович           | Комуністична партія | член постійної комісії обласної ради з питань роботи з громадськими об'єднаннями, засобами масової інформації та зв’язків з органами місцевого самоврядування                                            |
| 12 | Гаджиєв Фазіль Султангамід огли     | Партія регіонів     | член постійної комісії обласної ради з питань регулювання комунальної власності, приватизації та капітального будівництва                                                                                |
| 13 | Гладун Василь Андрійович            | Партія регіонів     | член постійної комісії обласної ради з питань культури, науки і освіти, сім'ї та молоді, спорту |
| 14 | Голодницький Олександр Григорович   | Партія регіонів     | заступник голови постійної комісії обласної ради з питань промислової політики, транспорту, зв'язку та енергетики                                                                                        |
| 15 | Гоменюк Микола Анатолійович         | Партія регіонів     | заступник голови постійної комісії обласної ради з питань соціальної політики, охорони здоров'я, материнства, дитинства та розвитку зон відпочинку                                                       |
| 16 | Григорян Ерік Юрійович              | Батьківщина         | член постійної комісії обласної ради з питань законності, депутатської діяльності та захисту прав громадян                                                                                               |
| 17 | Губанов Віктор Олександрович        | позафракційний      | член постійної комісії обласної ради з питань аграрної політики, земельних відносин та соціального розвитку села                                                                                         |
| 18 | Дальниченко Ростислав Володимирович | Партія регіонів     | член постійної комісії обласної ради з питань екології, охорони навколишнього середовища та використання природних ресурсів                                                                              |
| 19 | Демченко Тетяна Василівна           | Партія регіонів     | член постійної комісії обласної ради з питань аграрної політики, земельних відносин та соціального розвитку села                                                                                         |
| 20 | Дзарданов Микола Сергійович         | Комуністична партія | член постійної комісії обласної ради з питань регіонального розвитку, планування, бюджету, фінансів та інвестицій; уповноважений представник депутатської фракції Комуністичної партії України           |
| 21 | Димов Федір В'ячеславович           | Партія регіонів     | секретар постійної комісії обласної ради з питань регулювання комунальної власності, приватизації та капітального будівництва                                                                            |
| 22 | Дорошенко Володимир Григорович      | Комуністична партія | член постійної комісії обласної ради з питань аграрної політики, земельних відносин та соціального розвитку села                                                                                         |
| 23 | Доценко Людмила Олександрівна       | Партія регіонів     | секретар постійної комісії обласної ради з питань культури, науки і освіти, сім'ї та молоді, спорту |
| 24 | Дротенко Михайло Семенович          | Партія регіонів     | член постійної комісії обласної ради з питань регіонального розвитку, планування, бюджету, фінансів та інвестицій                                                                                        |
| 25 | Дубіна Марина Олександрівна         | Партія регіонів     | член постійної комісії обласної ради з питань культури, науки і освіти, сім'ї та молоді, спорту |
| 26 | Дятлов Ігор Сергійович              | Партія регіонів     | голова обласної ради |
| 27 | Жук Микола Васильович               | Партія регіонів     | член постійної комісії обласної ради з питань регулювання комунальної власності, приватизації та капітального будівництва; уповноважений представник депутатської фракції Партії регіонів                |
| 28 | Журавська Олена Федорівна           | Комуністична партія | член постійної комісії обласної ради з питань регулювання комунальної власності, приватизації та капітального будівництва                                                                                |
| 29 | Зайченко Валентина Павлівна         | Партія регіонів     | член постійної комісії обласної ради з питань соціальної політики, охорони здоров'я, материнства, дитинства та розвитку зон відпочинку                                                                   |
| 30 | Зібров Петро Васильович             | Партія регіонів     | голова постійної комісії обласної ради з питань законності, депутатської діяльності та захисту прав громадян                                                                                             |
| 31 | Зубко Олександр Михайлович          | Партія регіонів     | голова постійної комісії обласної ради з питань регулювання комунальної власності, приватизації та капітального будівництва                                                                              |
| 32 | Індиков Ярослав Володимирович       | Фронт Змін          | член постійної комісії обласної ради з питань культури, науки і освіти, сім'ї та молоді, спорту |
| 33 | Казарін Олександр Олексійович       | позафракційний      | член постійної комісії обласної ради з питань регулювання комунальної власності, приватизації та капітального будівництва                                                                                |
| 34 | Каленич Олександр Архипович         | Партія регіонів     | член постійної комісії обласної ради з питань промислової політики, транспорту, зв'язку та енергетики |
| 35 | Камінський Петро Васильвич          | Партія регіонів     | секретар постійної комісії обласної ради з питань роботи з громадськими об'єднаннями, засобами масової інформації та зв’язків з органами місцевого самоврядування                                        |
| 36 | Капуста Маргарита Олександрівна     | Фронт Змін          | член постійної комісії обласної ради з питань соціальної політики, охорони здоров'я, материнства, дитинства та розвитку зон відпочинку                                                                   |
| 37 | Катеринчик Микола Володимирович     | Фронт Змін          | член постійної комісії обласної ради з питань регіонального розвитку, планування, бюджету, фінансів та інвестицій                                                                                        |
| 38 | Катрич Анатолій Петрович            | Батьківщина         | член постійної комісії обласної ради з питань екології, охорони навколишнього середовища та використання природних ресурсів                                                                              |
| 39 | Кім Віссаріон Володимирович         | Партія регіонів     | член постійної комісії обласної ради з питань промислової політики, транспорту, зв'язку та енергетики |
| 40 | Коваленко Петро Федорович           | Комуністична партія | член постійної комісії обласної ради з питань соціальної політики, охорони здоров'я, материнства, дитинства та розвитку зон відпочинку                                                                   |
| 41 | Козловський Юрій Анатолійович       | Партія регіонів     | член постійної комісії обласної ради з питань регулювання комунальної власності, приватизації та капітального будівництва                                                                                |
| 42 | Кормишкін Юрій Анатолійович         | Партія регіонів     | голова постійної комісії обласної ради з питань аграрної політики, земельних відносин та соціального розвитку села                                                                                       |
| 43 | Косінчук Микола Васильович          | Партія регіонів     | член постійної комісії обласної ради з питань екології, охорони навколишнього середовища та використання природних ресурсів                                                                              |
| 44 | Кравченко Анатолій Миколайович      | Партія регіонів     | секретар постійної комісії обласної ради з питань соціальної політики, охорони здоров'я, материнства, дитинства та розвитку зон відпочинку                                                               |
| 45 | Кравченко Микола Антонович          | Партія регіонів     | голова постійної комісії обласної ради з питань культури, науки і освіти, сім'ї та молоді, спорту |
| 46 | Кремінь Тарас Дмитрович             | Фронт Змін          | член постійної комісії обласної ради з питань культури, науки і освіти, сім'ї та молоді, спорту |
| 47 | Кротов Андрій Олександрович         | Партія регіонів     | член постійної комісії обласної ради з питань аграрної політики, земельних відносин та соціального розвитку села                                                                                         |
| 48 | Круглов Микола Петрович             | Партія регіонів     | член постійної комісії обласної ради з питань законності, депутатської діяльності та захисту прав громадян                                                                                               |
| 49 | Кузнєцов Олександр Дмитрович        | Партія регіонів     | член постійної комісії обласної ради з питань екології, охорони навколишнього середовища та використання природних ресурсів                                                                              |
| 50 | Кузнєцова Любов Василівна           | Партія регіонів     | член постійної комісії обласної ради з питань культури, науки і освіти, сім'ї та молоді, спорту |
| 51 | Кукуруза Олександр В'ячеславович    | Партія регіонів     | член постійної комісії обласної ради з питань роботи з громадськими об'єднаннями, засобами масової інформації та зв’язків з органами місцевого самоврядування                                            |
| 52 | Кульчицький Василь Володимирович    | Партія регіонів     | член постійної комісії обласної ради з питань аграрної політики, земельних відносин та соціального розвитку села                                                                                         |
| 53 | Лівік Олександр Петрович            | Партія регіонів     | член постійної комісії обласної ради з питань регуляторної політики, підприємницької діяльності та торговельно-побутового обслуговування населення                                                       |
| 54 | Літвінов Віктор Григорович          | Партія регіонів     | член постійної комісії обласної ради з питань роботи з громадськими об'єднаннями, засобами масової інформації та зв’язків з органами місцевого самоврядування                                            |
| 55 | Луста Володимир Вікторович          | Партія регіонів     | секретар постійної комісії обласної ради з питань регіонального розвитку, планування, бюджету, фінансів та інвестицій                                                                                    |
| 56 | Маляренко Олег Юрійович             | Партія регіонів     | член постійної комісії обласної ради з питань регуляторної політики, підприємницької діяльності та торговельно-побутового обслуговування населення                                                       |
| 57 | Мартиросов Станіслав Вікторович     | Батьківщина         | член постійної комісії обласної ради з питань соціальної політики, охорони здоров'я, материнства, дитинства та розвитку зон відпочинку; уповноважений представник депутатської фракції «БЮТ Батьківщина» |
| 58 | Машкін Микола Григорович            | Партія регіонів     | заступник голови постійної комісії обласної ради з питань роботи з громадськими об'єднаннями, засобами масової інформації та зв’язків з органами місцевого самоврядування                                |
| 59 | Мезник Олександр Миколайович        | Партія регіонів     | заступник голови постійної комісії обласної ради з питань регуляторної політики, підприємницької діяльності та торговельно-побутового обслуговування населення                                           |
| 60 | Меріков Вадим Іванович              | Фронт Змін          | член постійної комісії обласної ради з питань промислової політики, транспорту, зв'язку та енергетики; уповноважений представник депутатської фракції «Фронт Змін»                                       |
| 61 | Могилевська Алла Сергіївна          | Комуністична партія | член постійної комісії обласної ради з питань культури, науки і освіти, сім'ї та молоді, спорту |
| 62 | Овдієнко Ігор Миколайович           | Комуністична партія | член постійної комісії обласної ради з питань промислової політики, транспорту, зв'язку та енергетики |
| 63 | Ольшевський Фелікс Вікторович       | Партія регіонів     | заступник голови постійної комісії обласної ради з питань регіонального розвитку, планування, бюджету, фінансів та інвестицій                                                                            |
| 64 | Паламарюк Петро Миколайович         | Партія регіонів     | заступник голови постійної комісії обласної ради з питань екології, охорони навколишнього середовища та використання природних ресурсів                                                                  |
| 65 | Пащенко Володимир Валентинович      | Партія регіонів     | перший заступник голови обласної ради |
| 66 | Писаренко Людмила Василівна         | Партія регіонів     | член постійної комісії обласної ради з питань регіонального розвитку, планування, бюджету, фінансів та інвестицій                                                                                        |
| 67 | Підгородинський Микола Олексійович  | Партія регіонів     | заступник голови постійної комісії обласної ради з питань аграрної політики, земельних відносин та соціального розвитку села                                                                             |
| 68 | Погорєлов Володимир Григорович      | позафракційний      | член постійної комісії обласної ради з питань регіонального розвитку, планування, бюджету, фінансів та інвестицій                                                                                        |
| 69 | Пучков Сергій Євгенович             | Комуністична партія | член постійної комісії обласної ради з питань культури, науки і освіти, сім'ї та молоді, спорту |
| 70 | Рижков Сергій Сергійович            | Партія регіонів     | голова постійної комісії обласної ради з питань екології, охорони навколишнього середовища та використання природних ресурсів                                                                            |
| 71 | Романюк Анатолій Сергійович         | Комуністична партія | член постійної комісії обласної ради з питань регуляторної політики, підприємницької діяльності та торговельно-побутового обслуговування населення                                                       |
| 72 | Сербін Віктор Миколайович           | Партія регіонів     | член постійної комісії обласної ради з питань регуляторної політики, підприємницької діяльності та торговельно-побутового обслуговування населення                                                       |
| 73 | Симоненко Олена Іванівна            | Комуністична партія | член постійної комісії обласної ради з питань законності, депутатської діяльності та захисту прав громадян                                                                                               |
| 74 | Скорий Микола Вікторович            | Комуністична партія | член постійної комісії обласної ради з питань законності, депутатської діяльності та захисту прав громадян                                                                                               |
| 75 | Скрипник Євген Андрійович           | Партія регіонів     | член постійної комісії обласної ради з питань аграрної політики, земельних відносин та соціального розвитку села                                                                                         |
| 76 | Скрипніченко Михайло Сергійович     | Партія регіонів     | член постійної комісії обласної ради з питань регуляторної політики, підприємницької діяльності та торговельно-побутового обслуговування населення                                                       |
| 77 | Смирнов Олександр Миколайович       | Партія регіонів     | голова постійної комісії обласної ради з питань регіонального розвитку, планування, бюджету, фінансів та інвестицій                                                                                      |
| 78 | Сотський Ігор Вікторович            | Партія регіонів     | член постійної комісії обласної ради з питань законності, депутатської діяльності та захисту прав громадян                                                                                               |
| 79 | Степанова Ольга Віталіївна          | Партія регіонів     | член постійної комісії обласної ради з питань соціальної політики, охорони здоров'я, материнства, дитинства та розвитку зон відпочинку                                                                   |
| 80 | Тарабрін Віталій Євгенович          | Партія регіонів     | член постійної комісії обласної ради з питань регіонального розвитку, планування, бюджету, фінансів та інвестицій                                                                                        |
| 81 | Татаренко Ольга Іванівна            | Партія регіонів     | член постійної комісії обласної ради з питань промислової політики, транспорту, зв'язку та енергетики |
| 82 | Ташлик Григорій Володимирович       | Партія регіонів     | заступник голови постійної комісії обласної ради з питань регулювання комунальної власності, приватизації та капітального будівництва                                                                    |
| 83 | Токарєв Олександр Миколайович       | Партія регіонів     | член постійної комісії обласної ради з питань роботи з громадськими об'єднаннями, засобами масової інформації та зв’язків з органами місцевого самоврядування                                            |
| 84 | Травянко Віталій Іванович           | Партія регіонів     | член постійної комісії обласної ради з питань екології, охорони навколишнього середовища та використання природних ресурсів                                                                              |
| 85 | Транський Сергій Леонідович         | Партія регіонів     | член постійної комісії обласної ради з питань екології, охорони навколишнього середовища та використання природних ресурсів                                                                              |
| 86 | Усенко Олександр Антонович          | Комуністична партія | член постійної комісії обласної ради з питань промислової політики, транспорту, зв'язку та енергетики |
| 87 | Фалько Дмитро Володимирович         | Партія регіонів     | секретар постійної комісії обласної ради з питань промислової політики, транспорту, зв'язку та енергетики                                                                                                |
| 88 | Фроленко Володимир Олександрович    | Партія регіонів     | секретар постійної комісії обласної ради з питань екології, охорони навколишнього середовища та використання природних ресурсів                                                                          |
| 89 | Фукс Володимир Павлович             | Партія регіонів     | голова постійної комісії обласної ради з питань промислової політики, транспорту, зв'язку та енергетики                                                                                                  |
| 90 | Хачатуров Артем Едуардович          | Партія регіонів     | голова постійної комісії обласної ради з питань регуляторної політики, підприємницької діяльності та торговельно-побутового обслуговування населення                                                     |
| 91 | Хоменко Андрій Іванович             | Партія регіонів     | член постійної комісії обласної ради з питань промислової політики, транспорту, зв'язку та енергетики |
| 92 | Хомрова Олена Миколаївна            | Партія регіонів     | член постійної комісії обласної ради з питань культури, науки і освіти, сім'ї та молоді, спорту |
| 93 | Чебан Олександр Олександрович       | Партія регіонів     | голова постійної комісії обласної ради з питань роботи з громадськими об'єднаннями, засобами масової інформації та зв’язків з органами місцевого самоврядування                                          |
| 94 | Чіпак Іван Іванович                 | Партія регіонів     | заступник голови постійної комісії обласної ради з питань законності, депутатської діяльності та захисту прав громадян                                                                                   |
| 95 | Шабільянов Олександр Володимирович  | Партія регіонів     | член постійної комісії обласної ради з питань екології, охорони навколишнього середовища та використання природних ресурсів                                                                              |
| 96 | Янішевська Оксана Альбінівна        | позафракційна       | член постійної комісії обласної ради з питань роботи з громадськими об'єднаннями, засобами масової інформації та зв’язків з органами місцевого самоврядування                                            |